# Celia Mayer Duque
Celia Mayer Duque (Madrid, 1982) és una política espanyola, llicenciada en ciències polítiques i experta en polítiques d'igualtat, és regidora de cultura i esports de l'Ajuntament de Madrid.

## Formació
Va estudiar ciències polítiques i de l'administració per la Universitat Complutense de Madrid, on també va obtenir la suficiència investigadora DEA i el títol d'experta en polítiques d'igualtat de gènere.
El 2010 va guanyar el premi a la investigació per a l'explotació de bases de dades del CIS. També ha participat en diversos projectes europeus de recerca social aplicada a noves formes de governança i participació ciutadana i ha col·laborat en l'organització aLabs en el desenvolupament d'eines digitals de mobilització ciutadana.
Professionalment es va incorporar a la cooperativa Andaira on ha treballat en l'àmbit de la recerca i de la intervenció social.

## Trajectòria política

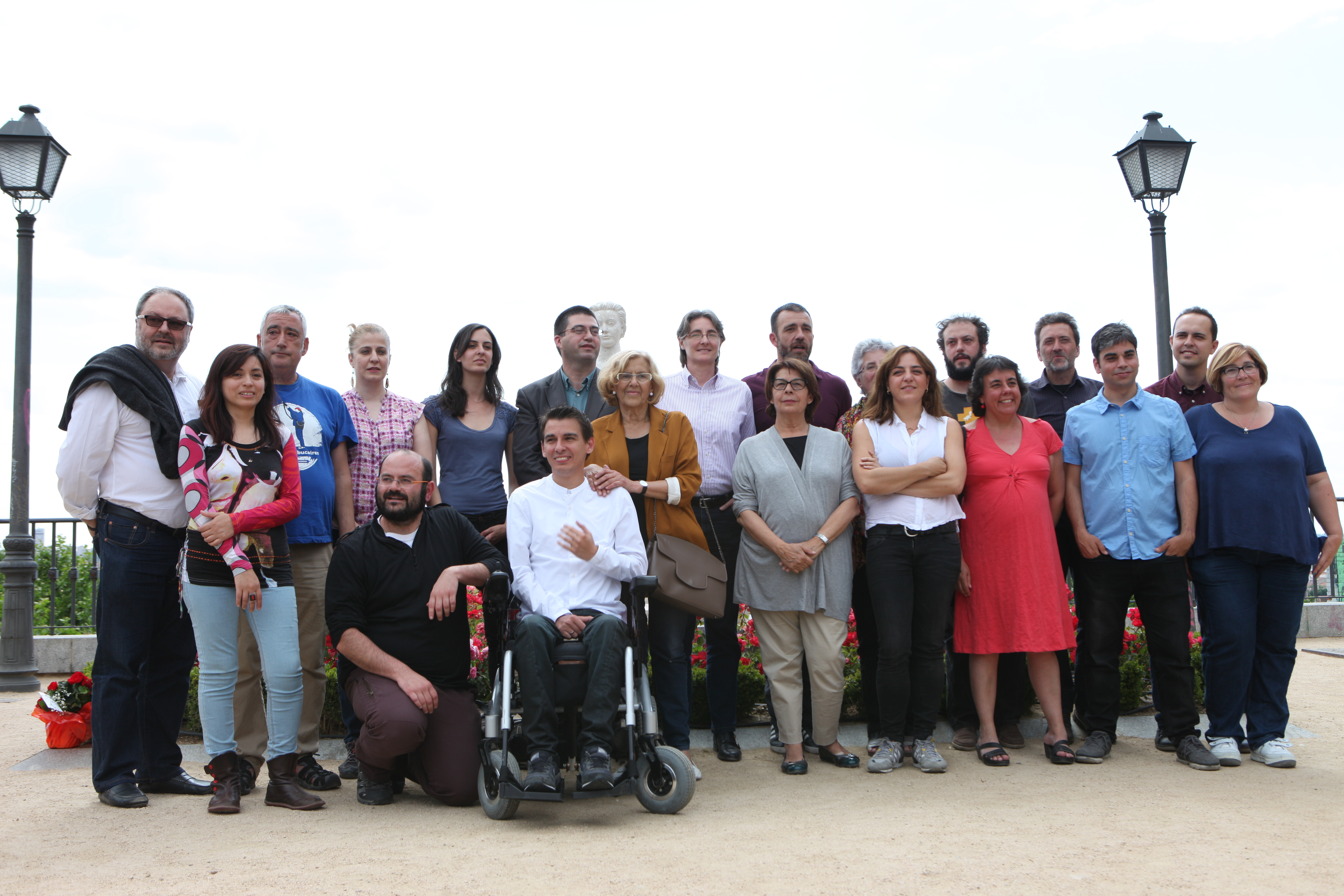
Regidors electes d'Ara Madrid el maig de 2015

Activista en diferents moviments socials, ha participat en experiències locals que han apostat per un altre model de ciutat i de vida, com la plataforma per a la mobilització ciutadana oiga.me, les xarxes d'economia social de Madrid i en espais socials com el Patio Maravillas.
El juliol de 2014 va ser una de les promotores de Municipalia per impulsar una "candidatura ciutadana" per a Madrid en els comicis municipals i de Guanyem Madrid, formació de la qual ha estat membre de l'equip de coordinació i una de les portaveus. El març de 2015 Mayer i Guillermo Zapata, segons alguns analistes, van ser part imprescindible en les negociacions per aconseguir la confluència cap a la candidatura unitària Ara Madrid amb la confluència de Guanyem Madrid i Podem.
En les eleccions municipals de maig de 2015 va ser candidata d'Ara Madrid en el número 9 de la llista encapçalada per Manuela Carmena.
En l'equip de govern de l'Ajuntament de Madrid va assumir la presidència del districte de Villaverde que va deixar pocs dies després, el 18 de juny de 2015, per assumir en exclusiva la responsabilitat de la regidoria de cultura i esports substituint Guillermo Zapata, que va dimitir poc després del seu nomenament després de demanar perdó pels seus tuits amb acudits d'humor negre sobre els jueus i víctimes del terrorisme.

## Publicacions
- 2009 - En el llibre Reformas de las políticas del bienestar en España el capítol "Transición de la vida adulta y políticas de juventud en España" escrit Alessandro Gentile i Celia Mayer. Editorial siglo XXI.